# Волкова, Елена Андреевна
Еле́на Андре́евна Во́лкова (3 июня 1915, Чугуев, Харьковская губерния, Российская империя — 8 октября 2013, Москва, Россия) — советская и русская художница, работавшая в стиле наивного искусства.

## Биография
Елена Волкова родилась в 1915 году в Чугуеве (ныне Украина) неподалёку от дома, где родился Илья Репин, в простой семье. Её мать была из сельских жителей, а отец был спасателем на реке Северский Донец.
В 1934 году она начала работать помощником киномеханика на передвижной киноустановке. Во время войны была в числе пострадавших, проходила лечение в госпитале. Её муж умер во время войны. Волкова начала писать картины в 1960-е годы в возрасте 45 лет, несмотря на то, что не имела художественного образования. Её профессиональный рост отметил Василий Ермилов — один из основателей украинского авангарда, — который приобрёл ряд её картин. Её творчество было отмечено Михаилом Алпатовым, известным московским критиком.
Сергей Тарабаров из московской галереи наивного искусства «Дар» в 2000 году признал Волкову одной из наиболее интересных художниц, работающих в стиле наивного искусства в России.
Елена Волкова стала первой художницей, работающей в жанре наивного искусства, кому устроили персональную выставку в Третьяковской галерее.Стараниями сына художницы, Валентина Волкова, в Москве существует её музей.
Последние годы жизни Елена Андреевна Волкова жила в Москве. Умерла 8 октября 2013 года на 99 году жизни. Похоронена на кладбище Ракитки (уч. 33).

## Творчество
Работы художницы представляют естественные, приятные вещи, созерцание которых может доставить человеку удовольствие — это различные животные, люди, фрукты, обнаженная натура .

## Выставки
- 1973 — первая персональная выставка, Омск[1].
- 1990 — постоянная экспозиция в галерее наивного искусства «Дар».
- 2001 — выставка в Московском музее современного искусства «Мир всем!»[8].
- 2005 — ретроспективная экспозиция творчества в Третьяковской галерее. Представлено около 50 живописных работ и 12 рисунков из собрания Волковой и частных коллекций[1].